# Arthur Pendleton Bagby
Arthur Pendleton Bagby (Contea di Louisa, 1794 – Mobile, 21 settembre 1858) è stato un politico statunitense. Fu  il 10º governatore dell'Alabama dal 1837 al 1841 e senatore degli Stati Uniti dal 1841 al 1848.
Sostenitore del presidente Andrew Jackson, da governatore fece da supervisore per la rimozione forzata dei nativi americani dall'Alabama e provò varie riforme finanziarie ma fu contrastato dai potenti interessi bancari presenti nello Stato. Durante la sua permanenza al Senato, fu presidente di varie importanti commissioni tra cui quella per gli affari indiani. Come senatore, sostenne l'annessione del Texas.